# Grand Prix automobile d'Allemagne 1977
Résultats du Grand Prix d'Allemagne de Formule 1 1977 qui a eu lieu sur le circuit d'Hockenheim le 31 juillet 1977.

## Classement
| Pos   | N° | Pilote             | Écurie             | Tours | Temps/Abandon                 | Grille | Points |
| ----- | -- | ------------------ | ------------------ | ----- | ----------------------------- | ------ | ------ |
| 1     | 11 | Niki Lauda         | Ferrari            | 47    | 1 h 31 min 48 s 62            | 3      | 9      |
| 2     | 20 | Jody Scheckter     | Wolf-Ford          | 47    | +14 s 33                      | 1      | 6      |
| 3     | 8  | Hans Joachim Stuck | Brabham-Alfa Romeo | 47    | +20 s 9                       | 5      | 4      |
| 4     | 12 | Carlos Reutemann   | Ferrari            | 47    | +1 min 00 s 27                | 8      | 3      |
| 5     | 19 | Vittorio Brambilla | Surtees-Ford       | 47    | +1 min 27 s 37                | 10     | 2      |
| 6     | 23 | Patrick Tambay     | Ensign-Ford        | 47    | +1 min 29 s 81                | 11     | 1      |
| 7     | 18 | Vern Schuppan      | Surtees-Ford       | 46    | +1 tour                       | 19     |        |
| 8     | 9  | Alex Ribeiro       | March-Ford         | 46    | +1 tour                       | 20     |        |
| 9     | 3  | Ronnie Peterson    | Tyrrell-Ford       | 42    | Moteur                        | 14     |        |
| 10    | 16 | Riccardo Patrese   | Shadow-Ford        | 42    | Perte d'une roue              | 16     |        |
| Abd.  | 24 | Rupert Keegan      | Hesketh-Ford       | 40    | Accident                      | 23     |        |
| Abd.  | 5  | Mario Andretti     | Lotus-Ford         | 34    | Moteur                        | 7      |        |
| Abd.  | 1  | James Hunt         | McLaren-Ford       | 32    | Pompe à essence               | 4      |        |
| Abd.  | 6  | Gunnar Nilsson     | Lotus-Ford         | 31    | Moteur                        | 9      |        |
| Abd.  | 2  | Jochen Mass        | McLaren-Ford       | 26    | Boîte de vitesses             | 13     |        |
| Abd.  | 4  | Patrick Depailler  | Tyrrell-Ford       | 22    | Moteur                        | 15     |        |
| Abd.  | 26 | Jacques Laffite    | Ligier-Matra       | 21    | Moteur                        | 6      |        |
| Abd.  | 25 | Héctor Rebaque     | Hesketh-Ford       | 20    | Moteur                        | 24     |        |
| Abd.  | 30 | Brett Lunger       | McLaren-Ford       | 14    | Accident                      | 21     |        |
| Abd.  | 10 | Ian Scheckter      | March-Ford         | 9     | Embrayage                     | 19     |        |
| Disq. | 35 | Hans Heyer         | Penske-Ford        | 9     | Abandon puis disqualification | 25     |        |
| Abd.  | 7  | John Watson        | Brabham-Alfa Romeo | 8     | Moteur                        | 2      |        |
| Abd.  | 34 | Jean-Pierre Jarier | Penske-Ford        | 5     | Transmission                  | 12     |        |
| Abd.  | 17 | Alan Jones         | Shadow-Ford        | 0     | Accident                      | 17     |        |
| Nq.   | 27 | Patrick Nève       | March-Ford         |       | Non qualifié                  |        |        |
| Nq.   | 36 | Emilio de Villota  | McLaren-Ford       |       | Non qualifié                  |        |        |
| Nq.   | 28 | Emerson Fittipaldi | Copersucar-Ford    |       | Non qualifié                  |        |        |
| Nq.   | 37 | Arturo Merzario    | March-Ford         |       | Non qualifié                  |        |        |
| Nq.   | 40 | Teddy Pilette      | BRM                |       | Non qualifié                  |        |        |

Légende :
- Abd.=Abandon.

## Pole position et record du tour
- Pole position : Jody Scheckter en 1 min 53 s 07 (vitesse moyenne : 216,153 km/h).
- Tour le plus rapide : Niki Lauda en 1 min 55 s 99 au 28e tour (vitesse moyenne : 210,711 km/h).

## Tours en tête
- Jody Scheckter 12 (1-12)
- Niki Lauda 35 (13-45)

## À noter
- 14e victoire pour Niki Lauda.
- 67e victoire pour Ferrari en tant que constructeur.
- 67e victoire pour Ferrari en tant que motoriste.
- Seuls 24 pilotes étaient admis sur la grille de départ. Auteur du 25e temps des qualifications, le pilote allemand Hans Heyer (débutant en Grand Prix) ne s'est pas qualifié mais avait le statut de premier réserviste, c'est-à-dire que lui et son équipe devaient se tenir prêts jusqu'au départ à pallier l'éventuel forfait d'un concurrent qualifié. Aucun forfait n'est intervenu, mais profitant du manque de vigilance de la direction de course, Heyer est tout de même parvenu à prendre le départ depuis la ligne des stands. Sa participation « pirate » s'est arrêtée au bout de quelques tours à la suite d'un bris de transmission. Il sera plus tard disqualifié.